# Catuna oberthueri
Catuna oberthueri är en fjärilsart som beskrevs av Karsch. Catuna oberthueri ingår i släktet Catuna och familjen praktfjärilar. IUCN kategoriserar arten globalt som livskraftig. Inga underarter finns listade i Catalogue of Life.